# Alexandros II. von Alexandria
Alexander II. von Alexandria (Coptic: AΛΕΞΑΝΔΡΟC; * in Bana, Ägypten; † 14. Februar 729 in Ägypten) war der 43. koptische Papst. Er war von 704 bis 14. Februar 729 in einer Zeit der Kirchenverfolgung Papst.

## Leben
Er trat als Mönch in Kloster westlich von Alexandria ein. Nach dem Tod von Simeon von Alexandria war der Stuhl des Papstes vier Jahre unbesetzt. Aufgrund seines Rufes wurde er einstimmig gewählt und wurde zur Weihe nach Alexandria gebracht.

## Verehrung
Alexander wird in der koptischen Kirche als Heiliger betrachte und sein Gedenktag ist der 1. Februar in der Äthiopisch-Orthodoxe Tewahedo-Kirche.